# پویش خرید خودروی صفر ممنوع
پویش نه به خودروی ایرانی که با نام‌های خرید خودروی صفر ممنوع یا تحریم خودروی داخلی هم شناخته می‌شود یک کارزار مردمی در راستای عدم خرید خودروهای مونتاژ داخل ایران است که در تلگرام و دیگر شبکه‌های اجتماعی سازماندهی شده‌است. این پویش به منظور اعتراض به قیمت‌های سرسام‌آور خودروهای داخلی در عین کیفیت نازلشان به وجود آمد. تولید ایران‌خودرو و سایپا در شهریور ۱۳۹۴ به کمتر از نصف شهریور پارسال کاهش یافت. تولید روزانه ایران‌خودرو در مهرماه ۱۳۹۴ به حدود ۹۱۰ دستگاه رسید که این رقم نشان از رکود جدی بازار خودرو دارد (تولید روزانه ایران خودرو  در اردیبهشت ماه ۹۴ حدود ۲۴۰۰ دستگاه بود).

## پیدایش
علت اصلی ایجاد این کمپین اعتراض به قیمت‌های گزاف خودروهای داخلی در عین کیفیت و ایمنی بسیار پایین، تحویل طولانی مدت خودرو، خدمات پس از فروش ضعیف، از رده خارج بودن پلتفرم‌های این محصولات و انحصاری بودن بازار خودروی کشور بوده‌است. خودروسازان تحریم شده نیز ایران خودرو و سایپا هستند که به خاطر سوءمدیریت مسئولین و تحریم‌های بین‌المللی تولیداتشان مطلقاً انحصاریست.
اصلی‌ترین محرک برای ایجاد این کمپین حصول توافق ژنو ایران و پنج به‌علاوه یک بود که امیدهای مردم را برای رهایی از شرایط انحصار و افزایش کیفیت خودروها در عین کاهش قیمت گزافشان زنده کرد. اما با توجه به عدم حصول این اتفاق و همین‌طور درخواست‌های مکرر خودرو سازان از دولت برای افزایش مجدد قیمت خودرو، مشخص شد که این احتمال وجود ندارد. همین مسئله باعث شد تا مردم با ایجاد فراخوان در شبکه‌های اجتماعی یک ائتلاف مردمی علیه شرایط حاکم ایجاد کنند.

## نتیجه

### روزهای آغازین تحریم
روند کاهش فروش خودروسازان داخلی از ابتدای سال نود دو و پیش از ایجاد این کمپین شروع شد. اما با توجه به بی‌نتیجه بودن توافق ژنو در رابطه با کاهش قیمت خودرو که یکی از اصلی‌ترین امیدهای مردم برای تغییر شرایط بود و درخواست‌های مکرر خودرو سازان از دولت برای افزایش قیمت باعث شد تا در سال ۱۳۹۴ خودرو سازان شاهد افت فاحش فروش خود تا مرز بحران باشند.
وضعیت کاهش فروش خودروسازان تا جایی پیش رفت که اکبر ترکان مشاور ارشد رئیس‌جمهور و دبیر شورای هماهنگی مناطق آزاد تجاری صنعتی اظهار نمود صنعت خودروسازی با کاهش عرضه مواجه نیست اما به شدت از کاهش تقاضا رنج می‌برد. این در حالیست که تا همین چندی پیش تحویل خودروهای خریداری شده به دست مردم از سوی این دو خودروساز بسیار طولانی مدت بوده حتی به رغم این که خریداران بخش زیادی از مبلغ خودرویشان را پیشتر پرداخته بودند. وی به وضوح بیان داشت که عدم استقبال مردم از خرید خودروی داخلی باعث شده تا خودروسازها با انباشت محصول در انبارهای خود مواجه شوند. شدت این کاهش فروش به حدیست که یکی از خودروسازان مجبور شد تا ۸۰۰۰۰۰ خودرو فروش نرفتهٔ خود را در انبار نگه دارد.

### افزایش شدت تحریم
در هفته‌های اخیرِ تابستان سال ۹۴ خرید خودروهای صفر به طرزی فاحش کاهش یافت و به دنبال آن عموم خودروهای موجود در بازار، نسبت به ماه گذشته کاهش قیمت یافتند. اما به رغم تمامی این تحولات در بازار خرید فروش خودرو نه تنها هیچ گونه خبری از کاهش قیمت دیده نشد بلکه این کمپین با اظهارات تند مقامات جمهوری اسلامی و خودروسازان هم مواجه شد چنان‌که افرادی چون داوود میرخانی رشتی، نجفی‌منش این عدم استقبال جامعه و انتظارشان برای بهبود قیمت و کیفیت را توهم خوانند. همچنین محمد رضا نعمت‌زاده وزیر صنعت وقت این حرکت را خیانت به کشور قلم داد کرد و مردمی که از این کمپین پشتیبانی می‌کنند را ضدانقلاب نامید. این اظهار نظر در بین دولت مردان جمهوری اسلامی تا به امروز بی‌سابقه بوده‌است.
شدت عدم استقبال به حدی بود که خودروسازانی که پیشتر فروش اقساطی را به شدت محدود کرده بودند برای فروش رفتن محصولاتشان ناگزیر شدند تا فروش اقساطی خود را مجدداً احیا کنند.
علاوه بر این قیمت خودروها در بازار ایران در نیمه اول سال ۹۴ بین پانصد هزار تا سه میلیون تومان کاهش یافت.
درهمین بحبوحه بود که تصاویری نیز از سالن خالی مونتاژ ایران خودرو منتشر شد که در آن کارگران به جای اشتغال برای ساخت خودرو، گوشه‌ای بیکار نشسته بودند و به کارهای متفرقه می‌پرداختند.علاوه بر این انتشار تصاویر ماهواره‌ای از پارکینگ ایران خودرو حکایت از این داشت که صدها خودروی فروش نرفته در انبارهای این شرکت باقی مانده‌است. در تاریخ ۱۶ شهریور همان سال، مدیرعامل سایپا از خریداران به خاطر کیفیت پایین محصولات این شرکت عذرخواهی کرد و وعده بهبود کیفیت محصولات کارخانه اش در آینده را داد.
با توجه به تأثیری که کمپین روی کاهش تقاضای خودرو گذاشت و عموم مسئولین کشور به آن واکنش نشان دادند مشخص شد که این کمپین موفق شد به اهداف خود نیل پیدا کند.
در ادامه رئیس پلیس راهنمایی و رانندگی نیروی انتظامی تقی مهری در خصوص نتایج کمپین خرید خودرو صفر ممنوع اظهار داشت مطابق آمار درپنج ماهه اول سال ۱۳۹۴ شماره‌گذاری خودروهای صفر پانزده درصد نسبت به مدت مشابه سال قبل کاهش داشته‌است. همچنین در زمینه نقل و انتقالات نیز کاهش ۹٫۷ درصدی نسبت به پارسال مشاهده شده.
همچنین وزیر صنعت کابینه روحانی به رغم طرفداری‌های مطلق اخیرش از خودروسازان و همین‌طور برخورد ناشایست با منتقدان این صنعت، به خودروسازان دستور داد تا برای انجام تحولات جدی اقدام کنند.

### موفقیت نخستین
با توجه به این که این جنبش توجه‌های زیادی را به خود جلب کرد و طیف وسیعی از صاحب نظران اعم از روزنامه‌نگاران اقتصادی، صنعتگران و دولتمردان به این کارزار واکنش نشان دادند می‌توان نتیجه گرفت که این کمپین در نیل به هدف اولیهٔ خود توفیق داشته.

## واکنش‌ها
دولتمردان و خودروسازان هرکدام در اظهار نظرهای جداگانه مواضع تندی علیه این اقدام مردمی گرفته‌اند و همواره سعی داشتند با اظهار نظرهای تند و بعضاً توهین‌آمیز این اقدام مردم را بی‌نتیجه، غلط و توهم قلم داد کنند.

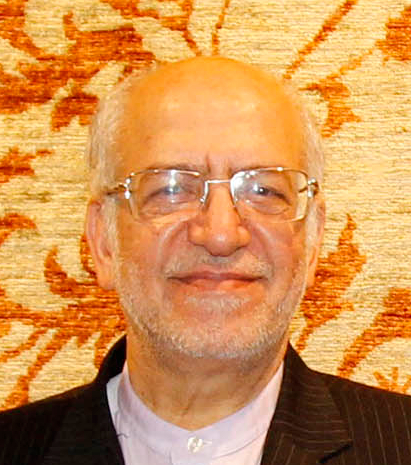
نعمت‌زاده وزیر صنعت کابینه حسن روحانی از مخالفان سرسخت این کمپین و کاهش قیمت خودرو است

- محمد رضا نعمت‌زاده وزیر صنعت کابینه حسن روحانی عدم استقبال مردم از خرید خودروی داخلی را خیانت به کشور قلم داد کرد و مردمی را که از این کمپین حمایت می‌کنند را ضدانقلاب و خائن نامید.[۲۰] این اظهار نظرها واکنش شدید مردم را برانگیخت و باعث شد تا کمپینی برای اجبار این وزیر به عذرخواهی و استعفا ایجاد شود.[۱۸][۲۱] این فشارها سرانجام باعث شد تا نعمت‌زاده از برخی از گفته‌های خود عقب‌نشینی کند[۲۲] و مجبور به عذرخواهی شود. با این حال وی هیچگاه حمایت از خودروسازان را رها نکرد و همواره و به‌طور مطلق طرف آن‌ها را گرفت و اظهار داشت قیمت‌ها را کاهش نخواهد داد. با توجه به درخواست‌های سابق این وزیر برای افزایش ده درصدی قیمت خودرو مشخص شد که این وزارت دولت حسن روحانی بیشتر از خودروسازان مایل به افزایش قیمت است.[۱۹] محمدرضا مودودی مشاور وزیر صنعت و معدن این حرکت کاملاً مردمی را با الفاظی چون «انگل درون حلزون» و «دستی در آستین مرموز» توصیف کرد.[۱۸]
- یکی از روزنامه‌های مرتبط با وزارت صنعت تحریم کنندگان خودروی داخلی را «مگس» قلم داد کرد.[۱۸]
- نجفی‌منش رئیس اتحادیه قطعه‌سازان پیرامون این انتظار مردم عامهٔ کشور گفت:این توهمی که بین برخی به وجود آمده بود که قیمت پایین می‌آید، باعث شد همه در یک انتظار برای کاهش قیمت به سر ببرند. این هم یکی از دلایلی بود که خرید خودروهای داخلی کاهش پیدا کند.[۲۳]
- هاشم یکه زارع، مدیرعامل گروه صنعتی ایران خودرو اظهار داشت مردم توقعی در زمینه کاهش قیمت خودرو پس از توافق ژنو نداشته باشند. وی در ادامه اظهار داشت که شرکتش به هیچ‌وجه برنامه‌ای برای کاهش قیمت خودرو ندارد و مردم خودشان باید پس از توافق هسته‌ای قدرت خرید را به دست بیاورند.[۷] احمد نعمت‌بخش دبیر انجمن خودروسازان ایران، در اواخر شهریور همان سال اظهار کرد که به زودی خودروهای ایرانی، گران شده و افرادی که به موجب پیوستن به این کمپین، از خرید خودرو انصراف داده‌اند، پشیمان خواهند شد.[۲۴]داوود میرخانی رشتی مشاور انجمن خودروسازان ایران انتظار جامعه برای کاهش قیمت‌ها را توهم نامید و گفت: «این توهم که در اذهان عمومی وجود دارد که قیمت خودرو با ورود خودروهای خارجی پایین می‌آید باید بشکند.» وی همچنین به پایین بودن کیفیت محصولاتشان اعتراف نموده و آن را نتیجه ورشکستگی قطعه‌سازان در دوران احمدی‌نژاد و سوءمدیریت‌های دولت مذکور دانسته‌است.[۳]
- رضا شیوا رئیس شورای رقابت در اعتراض به اظهارات خودروسازان مبنی بر ایجاد بیکاری و معضلات اجتماعی که به خاطر عدم استقبال مردم از خرید خودرو می‌تواند ایجاد شود گفت: «اگر ۱۰۰ هزار نفر را در جاده‌ها بخاطر کیفیت پایین خودرو به کشتن بدهیم چه؟ تبعات اجتماعی ندارد؟»[۳]
- مهدی جمالی مدیرعامل گروه خودروسازی سایپا بخاطر کیفیت نازل محصولاتش از مردم عذر خواست.[۲]
- فرانس پرس نیز با پوشش دادن این کمپین از خشم مردم علیه خودروسازان و خائن نامیده شدن قیام کنندگان علیه این صنعت توسط وزیر نوشت و عامل شرایط انحصاری حاکم بر صنعت خودرو را خروج شرکت‌های بین‌المللی از ایران به دنبال تحریم‌های بین‌المللی دانست.[۲۵]
- اسکندر مؤمنی ایمنی خودروهای داخلی را پایین دانست و عامل این بی‌کیفیتی را عدم وجود فضای رقابت و نظارت در صنعت خودرو قلم داد کرد.[۲۶]
- سعید لیلاز، کارشناس مسائل اقتصادی این کمپین را «بی‌پایه و اساس» توصیف کرد.[۲۶]

## علل ایجاد بحران در صنعت خودرو
اصلی‌ترین عوامل ایجاد این بحران انحصاری بودن صنعت خودروی ایران است. با توجه به کمبود تولیدکننده در بازار خودروی ایران و موانع فراوان برای ورود صنعت به بازار رقابت حق انتخاب مشتری بسیار محدود می‌شد. همچنین نظر به این که حاکمیت و نهادهای حکومتی، سهامدار شرکت‌های تولیدی هستند و دستشان در تعیین قیمت و تعرفه واردات باز است می‌توان اظهار داشت که بازار خودرو یک بازار انحصاریست. در شرایط بازار انحصاری شرایط به نفع فروشنده است و خریدار نیز قربانی محسوب می‌شود. در این حالت و به خاطر نبود رقیب بهایی به کیفیت محصول داده نمی‌شود و استانداردهای اجباری به شکل حداقلی اجرا می‌شوند. در شرایط بازار غیر انحصاری و رقابتی اگر نارضایتی عمومی نسبت به تولیدکننده فراگیر شود، تولیدکننده مجبور است به هر قیمت که شده نظر مشتری را جلب کند.

## راه حل خروج از بحران
یکی از راه‌های پیش روی صنعت خودروسازی داخل کشور الگو برداری از سایر کشورهایی‌است که پیشتر با بحران‌های مشابه مواجه بوده‌اند. برای نمونه انگلستان که در کنار آلمان جزو نخستین‌های صنعت خودرو محسوب می‌شد اولین کشوری بود که در صنعتش به مشکل خورد. خودروهای انگلیسی در عین پایین بودن کیفیتشان قیمت مناسبی هم نداشتند و از صنعت روز دنیا عقب مانده بودند. دولت برای جلوگیری از رکود بیشتر با نشان دادند انعطاف از خود دگرگونی عظیمی را در خط مشی صنعت خود ایجاد نمود و حمایت از برند را به حمایت از تولید تغییر داد. همچنین درهای خود را بر روی سایر خودروسازان باز کرد تا اکثر برندهای انگلیسی توسط شرکت‌های دیگر خریداری شوند. قطعه‌سازی نیز متحول شد و کیفیت محصولات خود را بالا برد. همین بحران در کشور آمریکا نیز اتفاق افتاد که با همین رویه مهار شد.

### پیشنهاد دانشگاه امیرکبیر به وزارت صنعت
مرکز مطالعات سیاست‌گذاری صنعتی دانشگاه امیرکبیر طی نامه‌ای به وزیر صنعت سه راه حل برای حل بحران صنعت خودرو ارائه کرد.
- پیشنهاد نخست بدین شرح بود که با ایجاد تغییرات در آیین‌نامه قانون حمایت از مصرف‌کنندگان مدت زمان گارانتی خودروها از ۲ سال یا ۴۰ هزار کیلومتر به ۳ سال یا ۶۰ هزار کیلومتر تغییر یابد.
- در گام دوم و به دنبال سخن مدیرعامل ایران خودرو که مدعی بود از اسفند ۹۴ به بعد هیچ‌کدام از خودروهای این شرکت تا ده هزار کیلومتر اول نیازی به مراجعه به نمایندگی ندارند پیشنهاد شد درصورتی که چنین اتفاقی رخ داد خودروساز باید موظف شود آن خودرو را به‌طور کامل برای مشتری عوض کند و خودرو جدیدی ارائه دهد.
- در پیشنهاد سوم هم اظهار شد که خودروسازان باید موظف شوند جزئیات هزینه‌های تولید اعم از قیمت مواد اولیه و قطعات، دستمزد کارگران و سایر هزینه‌ها را به تفکیک چند محصول پرفروش خود به مردم ارائه کنند تا جامعه بتواند براساس قضاوت خود و با آگاهی بیشتر اقدام به خرید کند.[۲۷][۲۸]

## اقدامات دولت برای مقابله با کمپین

### طرح افزایش ۱۰۰۰ درصدی تعرفه گمرک
در راستای حمایت از صنعت خودرو تعدادی از نمایندگان مجلس طرح دوفوریتی‌ای مبنی بر افزایش ۱۰۰۰ درصدی گمرکی خودروهای وارداتی و ممنوعیت واردات قطعات خارجی را در روز سه‌شنبه، ۳۱ شهریور ۱۳۹۴ با قید دو فوریت تقدیم هیئت رئیسه مجلس کردند. هدف این طرح شکستن تحریم خودروهای داخلی توسط مردم و ایستادگی مقابل کمپین بود.

### ارائه تسهیلات ۲۵ میلیون تومانی
دولت برای خروج از رکود اعلام نمود در کنار یارانه و وام مستقیمی که به دو خودروساز کشور پرداخت می‌نماید، تسهیلات ۲۵ میلیونی نیز برای خرید مجدد خودرو از سوی مردم در نظر گرفته‌است و تا پایان اردیبهشت ۹۵ اقدام به پرداخت ان می‌کند.

#### تأثیرات سوء
این تصمیم همواره نگرانی و هشدارهای کارشناسان اقتصادی را دربرداشته. یکی از تأثیرات منفی پرداخت این تسهیلات این است که متقاضیان نیازمند ناگزیر به خرید خودرو می‌شوند و در نهایت آن را به قیمتی نازل در بازار می‌فروشند و کشور بدل به سرای خودروهای صفر کیلومتر غیرقابل استفاده شود و این مسئله باعث از بین رفتن سرمایهٔ ملی می‌شود. همچنین با افزایش نقدینگی تورم نیز متأثر  می‌شود. علاوه بر این، حمایت نقدی دولت از خودروسازان بیشتر از نهیب باعث تشویق آن‌ها می‌شود.

#### منتفی شدن پرداخت وام
در نهایت دولت تصمیم خود برای پرداخت این وام به مردم را منتفی اعلام کرد و اظهار داشت در گام نخست اعتبار مذکور را به خود خودروسازان ارائه می‌دهد و علاوه بر این صرف خروج خودروهای فرسوده و خرید خودروهای عمومی می‌کند.

#### انصراف مشتریان پس از ثبت نام وام
پس از اینکه خودروسازان بیش از ظرفیت تعیین شده (موجودی انبارهایشان) ثبت نام انجام دادند، نامه‌ای از طرف بانک مرکزی به وزارت صنعت ابلاغ شد که طی آن بانک مرکزی ادعا کرد هیچ تعهدی نسبت به ثبت نام‌های اضافه نخواهد داشت، در پی این نامه و نگرانی ثبت نام‌کننده گان از آینده طرح برخی از مشتریان اقدام به انصراف از ثبت نام کردند.